# 刘添月
刘添月（日文名：ゆり 1981年3月3日—），中国大陆女演员，出生于中国上海，毕业于日本冲绳艺术学院。在日本学习后组成“梦幻想”演唱组，由Avex唱片发行过同名专辑《梦幻想》，后在大陆接演多部影视剧。

## 电视剧
- 2000年《二分之一奇案》 饰：阿咪
- 2000年《锦绣前程》饰：司琴（女二号）
- 2001年《锵锵儿女到江湖》 饰：韩玉婷（女三号）
- 2002年《行行出状元》 饰：钱姗姗（女二号）
- 2002年《火帅 》饰：葛草
- 2002年《名捕震关东》 饰：宝银
- 2002年《十八岁的天空》 饰：薄荷红茶（客串）
- 2003年《雨季不再来》 饰：周明明
- 2003年《重返上海滩》 饰：杜真真（女二号）
- 2004年《香樟树》 饰：伊蕊（客串）
- 2004年《汉城之恋》 饰：许洁宜（阳光整形前）（客串）
- 2004年《饮食男女》饰：美吉
- 2005年《我拿甚么爱你》饰：陶莉莉（女二号）
- 2005年《曹老板的十八个秘书》饰：蔡晓薇
- 2005年《聂耳》 饰：王人美
- 2006年《迷路》饰：赵领班
- 2006年《肇事追踪》饰：瞿木瞳
- 2006年《吴越钱王》 饰：羽屏
- 2007年《你有权保持沉默》 饰：杜芸丽（女三号）
- 2007年《大唐游侠传》饰：夏凌霜（女二号）
- 2008年《玉井传奇》 饰：黄徽淑（女一号）
- 2009年《新版西游记》饰：真真（客串）
- 2009年《红警》 饰：方晓婷（女一号）
- 2010年《命运》饰：尤妮
- 2010年《摩登新人类》
- 2019年《封神演义》饰：瑶姬（客串）

## 电影
- 《海角惊魂》 导演：蓝志伟 饰：雪儿 女一号
- 《守望平安》 导演：海岩 饰：安然

## 广告
- 格力高菜园小饼ⅠⅡ
- 裕华香皂
- 背背佳书包
- 网络购书
- 爱立信移动电话
- 伊都锦冬装
- 小天鹅洗衣机
- 雅知味矿泉水

## 荣誉
- 大红鹰杯全国优秀青年歌手电视大奖赛专业银屏奖
- 全球华人新秀歌唱大赛冠军、最佳台风奖
- 东方风云榜“十大金曲”奖及最佳组合奖